# Víktor Abakúmov
Víktor Semiónovich Abakúmov (en ruso: Виктор Семёнович Абакумов) (Moscú, 24 de abril de 1894-San Petersburgo 19 de diciembre de 1954) fue un político de la Unión Soviética. Ingresó en la NKVD (Comisariado del Pueblo para Asuntos Internos) como recadero, ascendiendo rápidamente. Se lo nombró jefe de la SMERSH (contrainteligencia soviética. "Muerte a los Espías") cuando esta se creó en 1943. Técnicamente un subordinado de Lavrenti Beria, Abakúmov se convirtió en cabeza del Ministerio de la Seguridad del Estado (MGB), antecesor de la KGB, entre 1946 y 1951. También fue diputado del Sóviet Supremo de la Unión Soviética durante la 2.ª convocatoria, entre 1946 y 1950. 
Nombrado ministro de Seguridad del Estado en 1946. Se lo destituyó y encarceló en 1951, aún en vida de Stalin, a raíz de un complot. Fue condenado y fusilado durante el gobierno de Jrushchov en 1954 en el campo de fusilamiento de Levashovo.

## Primeros años
Abakúmov nació el 24 de abril de 1894, en el seno de una familia de etnia rusa. Algunas fuentes dicen que nació en Moscú, aunque tradicionalmente se dice que provenía de la región del Don. Su padre trabajaba como obrero, y su madre era enfermera.  Cuando era adolescente, se unió al Ejército Rojo en la primavera de 1922 y sirvió en la 2.ª Brigada de Tareas Especiales de Moscú en la guerra civil rusa hasta su desmovilización en diciembre de 1923.  Luego se unió al Komsomol, se convirtió en miembro candidato del Partido Comunista en 1930, y trabajó en el Comisariado del Pueblo para el Abastecimiento hasta 1932, siendo también responsable de la Sección Militar de la Liga de la Juventud Comunista en el raión de Moscú.  A principios de 1932, fue recomendado por el Partido para incorporarse a los servicios de seguridad (OGPU), fue destinado al Departamento Económico y posiblemente al Departamento de Investigación. En 1933, fue despedido del Departamento Económico y asignado como supervisor del GULAG. Esta fue una clara degradación; Abakúmov era un mujeriego compulsivo, y su superior, Mijaíl Shreider, consideraba a Abakúmov como no apto para ser chekista.

## Ascenso en el NKVD
En 1934, después de la reorganización del aparato de seguridad (la OGPU se unió a la NKVD como GUGB), Abakúmov comenzó su trabajo en una 1.ª Sección del Departamento de Economía (EKO) de la Dirección General de Seguridad del Estado de la NKVD . Luego, el 1 de agosto de 1934, fue transferido a la Dirección General de Campos y Colonias de Trabajo Correccional (GULAG), donde se desempeñó hasta 1937, principalmente como oficial operativo en la 3.ª Sección del Departamento de Seguridad del GULAG de la NKVD. En abril de 1937, Abakúmov fue trasladado al 4.º Departamento (OO) de la GUGB de la NKVD, donde sirvió hasta marzo de 1938.
Después de la siguiente reorganización de la estructura de la NKVD en marzo de 1938, se convirtió en asistente del jefe del 4.º Departamento en la 1.ª Dirección de la NKVD, y luego, del 29 de septiembre al 1 de noviembre de 1938, desempeñó funciones de asistente de Piótr Fiódotov, el jefe del 2.º Departamento (Secret Political Dep – o. SPO) de la GUGB de la NKVD. A continuación, hasta finales de 1938, trabajó en la SPO GUGB NKVD como jefe de una de las Secciones. Abakúmov había sobrevivido a la Gran Purga participando en ella. Ejecutó cada orden sin escrúpulos, probablemente salvándolo de enfrentarse él mismo a un escuadrón de ejecución. Cerca del final de diciembre de 1938, Abakúmov fue trasladado de Moscú a Rostov, donde pronto se convirtió en el jefe local del NKVD en el Óblast de Rostov.

## Durante la Segunda Guerra Mundial
Abakumov regresó al cuartel general de Moscú el 12 de febrero de 1941 como mayor mayor de la Seguridad del Estado y, después de la reorganización y creación de la nueva NKGB, se convirtió en uno de los adjuntos de Lavrenti Beria, quien era el Comisario del Pueblo para Asuntos Internos (jefe de la NKVD). El 19 de julio de 1941, se convirtió en el jefe del Departamento Especial ( OO ) de la NKVD, responsable de la contrainteligencia y la seguridad interna en el Ejército Rojo. En este puesto, tras el ataque de la Alemania nazi a la Unión Soviética y las derrotas sufridas por el Ejército Rojo, a StalinPor orden encabezó las purgas de los comandantes del Ejército Rojo acusados de traición y cobardía. En 1943, del 19 de abril al 20 de mayo de 1943, Abakúmov fue uno de los diputados de Iósif Stalin, cuando ocupaba el cargo de Comisario de Defensa del Pueblo de la URSS.
En abril de 1943, cuando se crea la Dirección General de Contrainteligencia del Comisariado Popular de Defensa de la URSS (o GUKR NKO URSS) más conocida como SMERSH , se pone a su cargo a Abakúmov, con el rango de Comisario (2.º grado) de Seguridad del Estado. , y ostentaba el título de vicecomisario de Defensa.
Durante la guerra, informó directamente a Stalin y parece haber podido pasar por alto a Beria. Por ejemplo, Beria negó su responsabilidad por el arresto en 1941 del Mariscal del Ejército Rojo, Kirill Meretskov, por lo que culpó a Stalin y Abakúmov.  Sin embargo, Nikita Jrushchov, el sucesor de Stalin quien lo denunció  e hizo ejecutar a Beria, no le creyó. Afirmó que Stalin "pensó que había encontrado en Abakúmov a un joven brillante que cumplía debidamente sus órdenes, pero en realidad Abakúmov le estaba informando a Stalin lo que Beria le había dicho que Stalin quería escuchar". Ciertamente usó su posición para enriquecerse. Se hizo cargo de un apartamento 'espléndido', cuyo ocupante anterior, un soprano, había sido arrestado, y "escondió a sus amantes en el Hotel Moskva e importó trenes cargados de botín de Berlín".

## Jefe del MGB
En 1946, Stalin nombró a Abakúmov ministro de Seguridad del Estado (MGB). Aunque el ministerio estaba bajo la supervisión general de Beria, Stalin esperaba frenar el poder de este último. De hecho, Vsévolod Merkúlov dijo que Beria estaba "muerto de miedo por Abakúmov" y trató de "tener buenas relaciones" con él.  En su capacidad en el MGB estuvo a cargo de la purga de 1949 conocida como el " Asunto de Leningrado", en la que los miembros del Politburó Nikolái Voznesenski y Alekséi Kuznetsov fueron ejecutados. También llevó a cabo las primeras acciones que ordenó Stalin en reacción a la creación del estado de Israel, que implicó el arresto y la tortura de numerosos judíos prominentes, incluido el viejo bolchevique Solomón Lozovski . Cuando la eminente científica, Lina Stern, fue arrestada y llevada ante Abakúmov, él le gritó, acusándola de ser sionista y de conspirar para convertir a Crimea en un estado separado. Cuando ella negó la acusación, él gritó: "¡Por qué vieja puta!" Stern respondió: "Así que esa es la forma en que un ministro le habla a una académica".

## Arresto y ejecución
En junio de 1951, el adjunto de Abakúmov, Mijaíl Riumin, le escribió a Stalin alegando que Abakúmov no estaba haciendo lo suficiente en la campaña antisionista.  La creación de Riumin fue el complot de los médicos. Abakúmov y varios otros oficiales superiores del MGB fueron arrestados. En marzo de 1953 murió Stalin, Beria recuperó el control de la policía secreta y Riumin fue arrestado. Beria y Riumin fueron arrestados y fusilados, pero Abakúmov y sus asociados permanecieron en prisión.
Abakúmov y otros cinco fueron llevados a un juicio de seis días en diciembre de 1954, acusados de falsificar el 'Caso de Leningrado'. Abakumov y tres exdirectores adjuntos de la Sección de Investigación de Casos Especialmente Importantes del MGB, AG Leonov, VI Komarov y MT Likhachev, fueron condenados a muerte y fusilados después de que terminara el juicio el 19 de diciembre. (El Coronel Likhachev tuvo su base sucesivamente en Polonia, Hungría y Checoslovaquia entre 1945 y 1949, y desempeñó un papel en la preparación de los juicios de Rajk y Slánský (aunque esto no fue parte del caso en su contra). Otros dos, Ya.M. Broverman e IA Chernov fueron condenados, respectivamente, a 25 años y 15 años en el gulag . En 1970, se informó que Broverman disfrutaba de una posición relativamente privilegiada como administrador en un campo de trabajo.